# Garai Róbert
Garai Róbert  (Budapest, 1944. március 27. –) magyar színész.

## Életpályája
Színészi pályája az Állami Déryné Színházban indult 1966-ban. 1968-tól a kecskeméti Katona József Színházhoz szerződött. 1970-től a Békés Megyei Jókai Színház tagja volt. 1975-től egy-egy évadot a Pécsi Nemzeti Színházban és a kaposvári Csiky Gergely Színházban töltött. 1977-től visszatért Pécsre. 1980-től a győri Kisfaludy Színházban játszott. 1982-től a Népszínház társulatához tartozott. 1992-től szabadfoglalkozású színművész, előadóművész, rendezéssel és darabok színpadra állításával is foglalkozik. 

## Fontosabb színházi szerepei
- William Shakespeare: Titus Andronicus.... Bassianus
- William Shakespeare: II. Richárd.... Green
- William Shakespeare: IV. Henrik.... Poins, a király pártján
- William Shakespeare: V. Henrik.... Gower, tiszt a király seregében
- William Shakespeare: Vízkereszt, vagy amit akartok.... Fábián, Olívia szolgája
- Arisztophanész: Lüszisztraté.... Fiatal athéni tanácsos
- Carlo Gozzi: A szarvaskirály.... Truffaldino, udvari főfőmadarász
- Alekszandr Nyikolajevics Osztrovszkij: A szép férfi.... Pierre
- Alekszandr Nyikolajevics Osztrovszkij: Erdő.... szereplő
- Mihail Afanaszjevics Bulgakov: Menekülés.... De Brisard
- George Bernard Shaw: Caesar és Cleopatra.... Udvarmester
- Tennessee Williams: Az ifjúság édes madara.... Stuff
- Thornton Wilder: A mi kis városunk.... ifj. Joe Crowell, Sir Crowell
- Oscar Wilde: Hazudj igazat.... Lane, inas
- Oscar Wilde: Salome.... Heródiás apródja
- Georges Feydeau: Megáll az ész!.... Gongourgnac, túlkoros
- Michel de Ghelderode: A nagy halál balladája.... Aspiquet
- Jean Anouilh: Euridiké.... Mathias
- August Strindberg: Álomjáték.... A filozófia dékánja
- Bohumil Hrabal: Bambini di Prága.... A borbély
- Carlo Lombardo: Három grácia.... A titokzatos másik kísérője
- Marin Držić: Dundo Maroje.... Divo
- Paul Armont ― Paul Vandenberghe: Fiúk, lányok, kutyák.... Fabien
- Marc Camoletti: Leszállás Párizsban.... Bernard
- Mitch Leigh – Dale Wasserman: La Mancha lovagja.... Pedro
- Pierrette Bruno: Pepsie.... Cyprien
- Miroslav Krleľa: Glembay-vér.... Bándi doktor
- Czakó Zsigmond: László király.... Kálmán herceg
- Katona József: Bánk bán.... Sólom mester, Myska fia
- Teleki László: Kegyenc.... Julianus, udvarbeli
- Csiky Gergely: A nagymama.... Kálmán
- Szigligeti Ede: Nagyapó.... Jakab, Utasi inasa
- Herczeg Ferenc: Bizánc.... Demeter
- Darvas József: Hunyadi.... II. püspök
- Heltai Jenő: Naftalin.... Laboda Péter
- Móricz Zsigmond: Légy jó mindhalálig.... János úr
- Móricz Zsigmond: Úri muri.... Kopoltyusi bandagazda
- Kodály Zoltán: Háry János.... Generális Krucifix; Muszka silbak
- Nóti Károly: Nyitott ablak.... Kováts úr
- Illyés Gyula: Dózsa György.... Péter
- Illyés Gyula: Homokzsák.... Bencs Károly
- Méhes György: Mi férfiak.... Gabi
- Békés József: Sándor, József, Benedek.... Benedek
- Romhányi József: Csipkerózsika.... Alvásmester
- Padisák Mihály: A sztár is meztelen.... Szerémi, közönség és nőhódító
- Padisák Mihály: Engedetlen szeretők.... Mutatványos
- Örsi Ferenc: Napkirály.... Ádám, Ádáz fia
- Karinthy Ferenc: Budapesti tavasz.... Veréb
- Karinthy Márton – Méray Tibor: Búcsúlevél.... Horváth Pista, Vince legjobb barátja
- Csurka István: Házmestersirató.... Herczeg Pista
- Hernádi Gyula: A tolmács.... Peter, Magdalena másik fia
- Hernádi Gyula: Bajcsy-Zsilinszky Endre.... Első katona
- Schwajda György: Mesebeli János.... Főkönyvelő
- Marsall László: Sziporka és a sárkány.... Lovag
- Mosonyi Aliz: A bűvös fuvola.... Pap, Sarastro barátja
- Molnár Andrea: A három kecskék.... Szabó
- Fésűs Éva – Gebora György: A csodálatos nyúlcipő....
- Sárospataky István: Fekete tűz.... Szala
- Schönthan testvérek – Kellér Dezső – Horváth Jenő – Szenes Iván: A szabin nők elrablása.... Szilvásy Béla
- Kálmán Imre: Csárdáskirálynő.... Báró

## Rendezéseiből
- Kiss József irodalmi felolvasóest
- Dávid király zsoltárai klezmerbe öltöztetve
- Zsidó mezőkön – Zsidó mezőkről
- Hol van már a tavalyi hó!

## Filmek, tv
- Sose halunk meg (1993)
- Patika (sorozat)

- 6. rész (1995)..... Orvos
- Kis Romulusz (sorozat)

- 5.–6. rész (1995)
- Szomszédok (sorozat)

- 159. rész (1993)..... Rendőrfelügyelő
- 163. rész (1993)..... Vásárló
– 213. rész (1995)..... Gépkocsivezető
- 221. rész (1995)..... Sérült favágó
- Tüskeböki és pajtásai (1994)..... Gácsér Fridri (hang)
- Szamba (1996)..... Kellékes
- Ámbár tanár úr (1998)
- Csocsó, avagy éljen május elseje! (2001)